# Котляренко Віктор Іванович
Віктор Іванович Котляренко (нар. 31 жовтня 1939, Київ) — радянський футболіст, що грав на позиції захисника та півзахисника. Відомий переважно за виступами у складі житомирського «Полісся», у складі якого зіграв більш ніж 200 офіційних матчів у чемпіонатах та кубку СРСР. По завершенні ігрової кар'єри — український футбольний тренер, тривалий час входив до тренерського штабу житомирської команди.

## Клубна кар'єра
Віктор Котляренко народився у Києві, та є вихованцем місцевої ФШМ. Розпочав виступи в команді майстрів у 1959 році в новоствореній команді класу «Б» «Авангард» із Житомира, перейменованій пізніше на «Полісся». У команді Котляренко швидко став одним із основних гравців, зігравши за 6 сезонів 169 матчів у чемпіонаті та 8 матчів у кубку СРСР. У 1965 році Віктор Котляренко став гравцем іншої команди класу «Б» «Таврія» із Сімферополя, у складі якої він зіграв 20 матчів протягом одного сезону, й наступного року перейшов до севастопольської «Чайки». У цій команді Котляренко виступав лише до середини сезону, після чого повернувся до житомирського «Полісся». Наступного року житомирська команда вже під назвою «Автомобіліст» перемогла в першості УРСР серед команд класу «Б», та отримала путівку до другої групи класу «А». Щоправда, Віктор Котляренко після закінчення чемпіонського сезону завершив виступи на футбольних полях. З наступного року колишній футболіст з деякими перервами працював у тренерському штабі житомирської команди на посадах тренера і начальника команди до 1992 року.

## Досягнення
- Переможець Чемпіонату УРСР з футболу 1967 в класі «Б».